# باکلان سیاه کوچک
باکلان سیاه کوچک (نام علمی: Phalacrocorax sulcirostris) نام یک گونه از سرده باکلان‌های سیاه است.